# Esquéhéries
Esquéhéries [eke.eʁi] est une commune française située dans le département de l'Aisne, en région Hauts-de-France.

## Géographie
- 1Carte dynamique
- 2Carte OpenStreetMap
- 3Carte topographique
- 4Carte avec les communes environnantes
- 5Vue de l'entrée du village

### Communes limitrophes
|                         | Le Nouvion-en-Thiérache |             |
| La Neuville-les-Dorengt | Esquéhéries             | Buironfosse |
| Lavaqueresse            | Leschelle               |             |

### Localisation
Lille est à environ 110 km, Paris à 210 km, Saint-Quentin à 45 km, la Belgique à environ 40 km.

### Hydrographie
La commune est située dans le bassin Seine-Normandie. Elle est drainée par le Noirrieu, l'Iron, le Calvaire, le cours d'eau 01 de la commune d'Esqueheries, le cours d'eau 01 de la Maie, le cours d'eau 03 de la commune de Bouée, le fossé 01 de la commune de Dorengt, le fossé 03 de la commune de Dorengt, le fossé de Buroq, le fossé de Vert Buisson et divers autres petits cours d'eau,.
Le Noirrieu, d'une longueur de 33 km, prend sa source dans la commune de La Flamengrie et se jette  dans l'Oise (rive gauche) à Vadencourt, après avoir traversé onze communes. Les caractéristiques hydrologiques du Noirrieu sont données par la station hydrologique située sur la commune de la La Neuville-lès-Dorengt. Le débit moyen mensuel est de 0,33 m3/s. Le débit moyen journalier maximum est de 9,19 m3/s, atteint lors de la crue du 9 janvier 2022. Le débit instantané maximal est quant à lui de 20,8 m3/s, atteint le 22 février 2024.
L'Iron, d'une longueur de 25 km, prend sa source dans la commune de La Flamengrie et se jette  dans le Noirrieu à Hannapes, après avoir traversé dix communes. Les caractéristiques hydrologiques de l'Iron sont données par la station hydrologique située sur la commune d'Iron. Le débit moyen mensuel est de 0,507 m3/s. Le débit moyen journalier maximum est de 13,2 m3/s, atteint lors de la crue du 9 janvier 2022. Le débit instantané maximal est quant à lui de 23,7 m3/s, atteint le même jour.

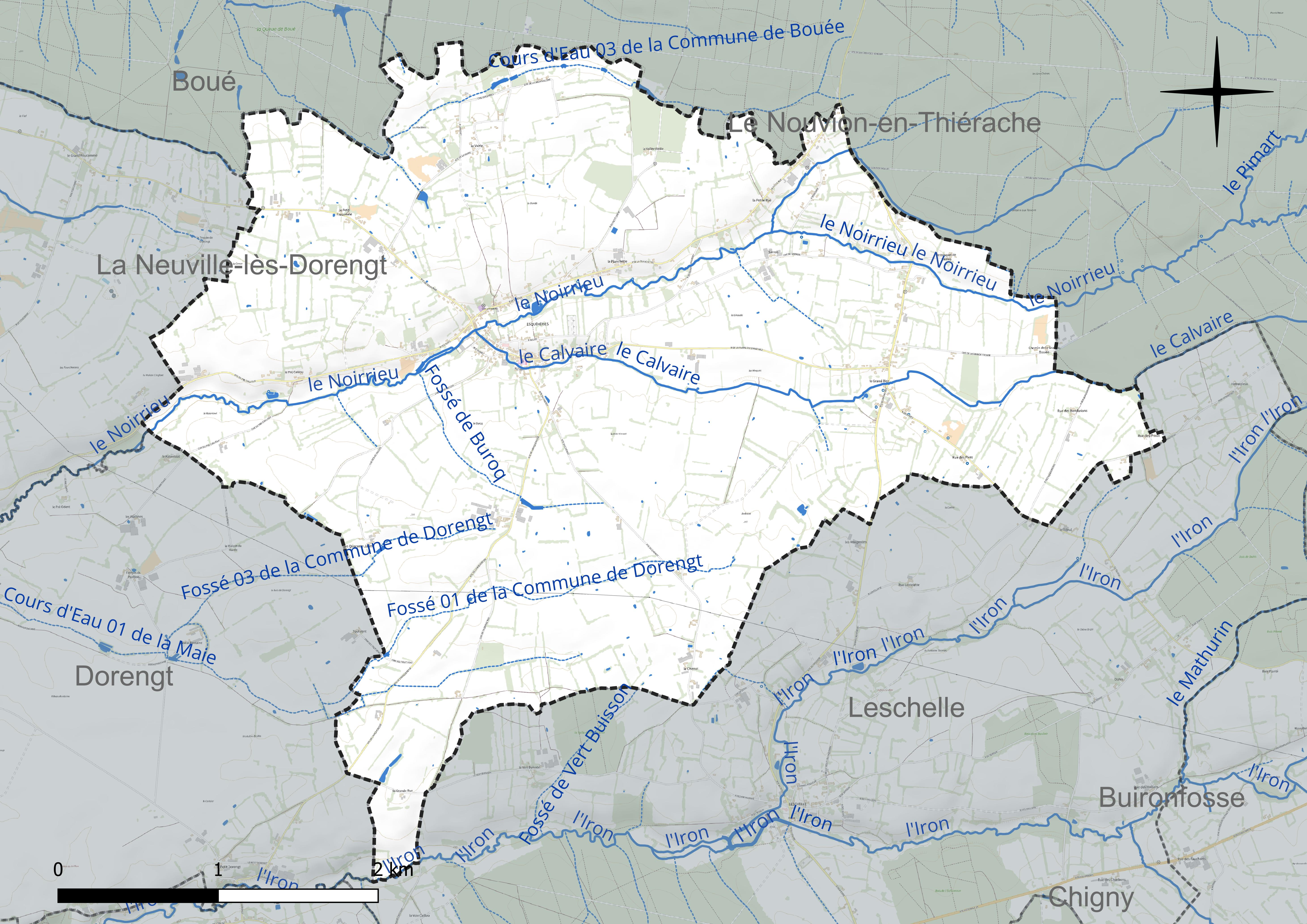
Réseau hydrographique d'Esquéhéries.

### Climat
Pour des articles plus généraux, voir Climat des Hauts-de-France et Climat de l'Aisne.
En 2010, le climat de la commune est de type climat des marges montargnardes, selon une étude du CNRS s'appuyant sur une série de données couvrant la période 1971-2000. En 2020, Météo-France publie une typologie des climats de la France métropolitaine dans laquelle la commune est exposée à un climat océanique altéré et est dans la région climatique Nord-est du bassin Parisien, caractérisée par un ensoleillement médiocre, une pluviométrie moyenne régulièrement répartie au cours de l'année et un hiver froid (3 °C).
Pour la période 1971-2000, la température annuelle moyenne est de 9,7 °C, avec une amplitude thermique annuelle de 14,9 °C. Le cumul annuel moyen de précipitations est de 834 mm, avec 12,8 jours de précipitations en janvier et 9,4 jours en juillet. Pour la période 1991-2020, la température moyenne annuelle observée sur la station météorologique la plus proche, située sur la commune de Fontaine-lès-Vervins à 18 km à vol d'oiseau, est de 10,5 °C et le cumul annuel moyen de précipitations est de 826,3 mm,. Pour l'avenir, les paramètres climatiques de la commune estimés pour 2050 selon différents scénarios d'émission de gaz à effet de serre sont consultables sur un site dédié publié par Météo-France en novembre 2022.

## Urbanisme

### Typologie
Au 1er janvier 2024, Esquéhéries est catégorisée commune rurale à habitat dispersé, selon la nouvelle grille communale de densité à 7 niveaux définie par l'Insee en 2022.
Elle est située hors unité urbaine. Par ailleurs la commune fait partie de l'aire d'attraction du Nouvion-en-Thiérache, dont elle est une commune de la couronne,. Cette aire, qui regroupe 12 communes, est catégorisée dans les aires de moins de 50 000 habitants,.

### Occupation des sols
L'occupation des sols de la commune, telle qu'elle ressort de la base de données européenne d'occupation biophysique des sols Corine Land Cover (CLC), est marquée par l'importance des territoires agricoles (96,5 % en 2018), en diminution par rapport à 1990 (98 %). La répartition détaillée en 2018 est la suivante : 
prairies (80,9 %), terres arables (15,6 %), forêts (1,9 %), zones urbanisées (1,6 %).
L'évolution de l'occupation des sols de la commune et de ses infrastructures peut être observée sur les différentes représentations cartographiques du territoire : la carte de Cassini (XVIIIe siècle), la carte d'état-major (1820-1866) et les cartes ou photos aériennes de l'IGN pour la période actuelle (1950 à aujourd'hui).

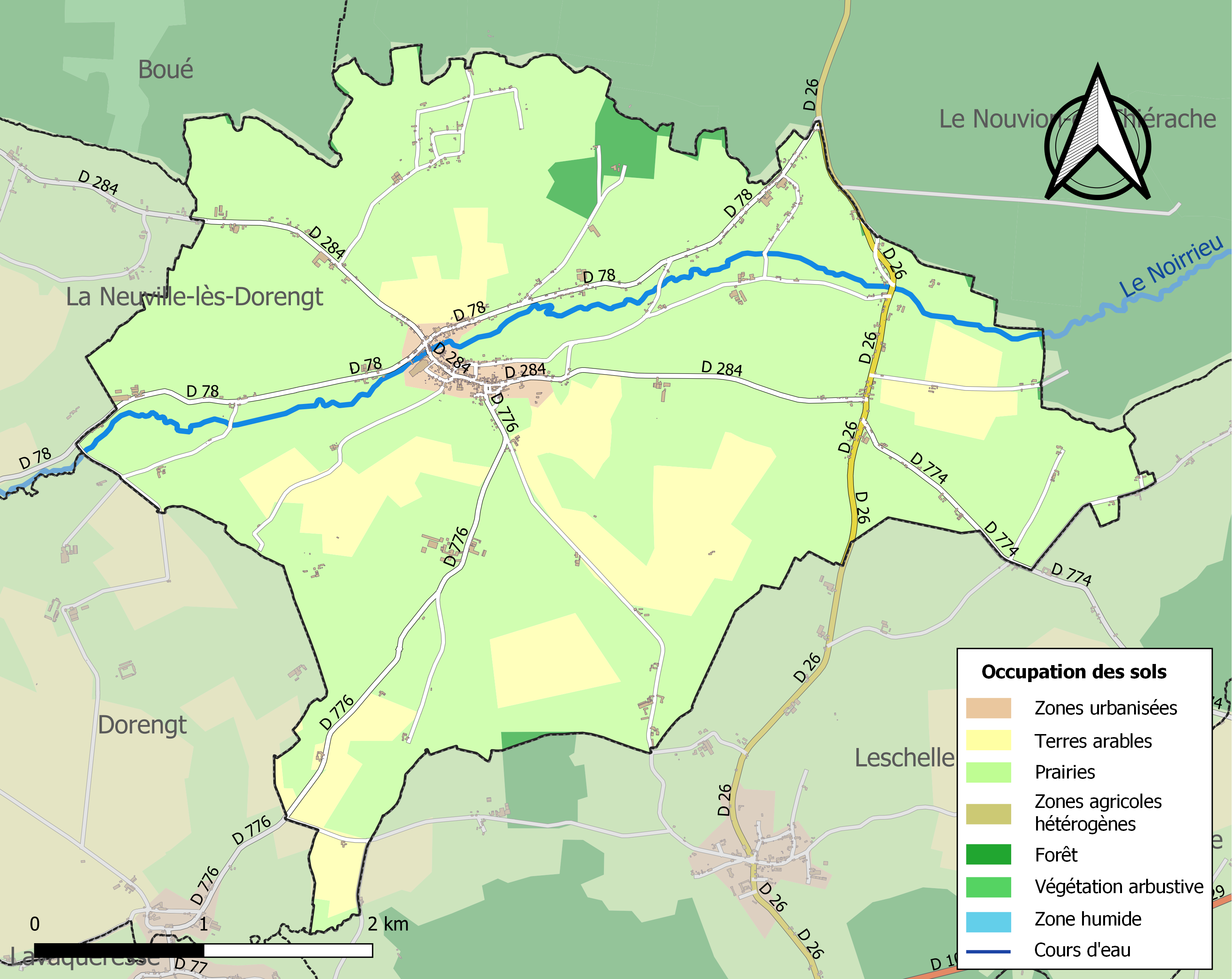
Carte de l'occupation des sols de la commune en 2018 (CLC).

## Toponymie
- Anciens noms : En 1157, le village est cité pour la première fois sous l'appellation de Scheriis dans un cartulaire de l'abbaye de Liessies. Le nom variera encore ensuite de nombreuses fois en fonction des différents transcripteurs : Escheheries (1199), Esqueheris (1200 - Cart. de la seign. de Guise, f. 53 et 161), Escherie (1228 - Arch. de l'Emp., L992),  Esqueheryes (1586), Queherie-en-Thierasse (XVIe siècle - Minutes de Cl Huard, Not.), Esqueherry (1630), Esquerie (1643), Esquehery (1644 - Chambre du clergé du Dioc. de Laon), Esqueheries sans accents au XVIIe siècle sur la carte de Cassini et enfin l'orthographe actuelle « Esquéhéries » au XIXe siècle[25].
- Trouver l'origine d'un nom n'est pas souvent facile au vu de l'influence successive de différentes langues. A l'instar de nombreuses localités du Nord de la France, la première partie du nom semble correspondre au nom d'une personne d'origine germanique (franc), suivie d'une terminaison en "is" qui a évolué au fil du temps, en "ie", "ies", "y", signifiant "propriété de".
- Esquéhéries, signifierait « pays des Basques », un de ses hameaux se nomme en outre Iron (Le Moulin Flament dépendait de la baronnie d'Iron, Irun en 1172[26]), comme Irun, commune dans la Communauté autonome du Pays basque, située dans le Nord de l'Espagne.

## Histoire
Le village dépendait du Duché de Guise et ressortissait au bailliage ducal de cette localité. Le moulin dépendait de la baronnie d'Iron.

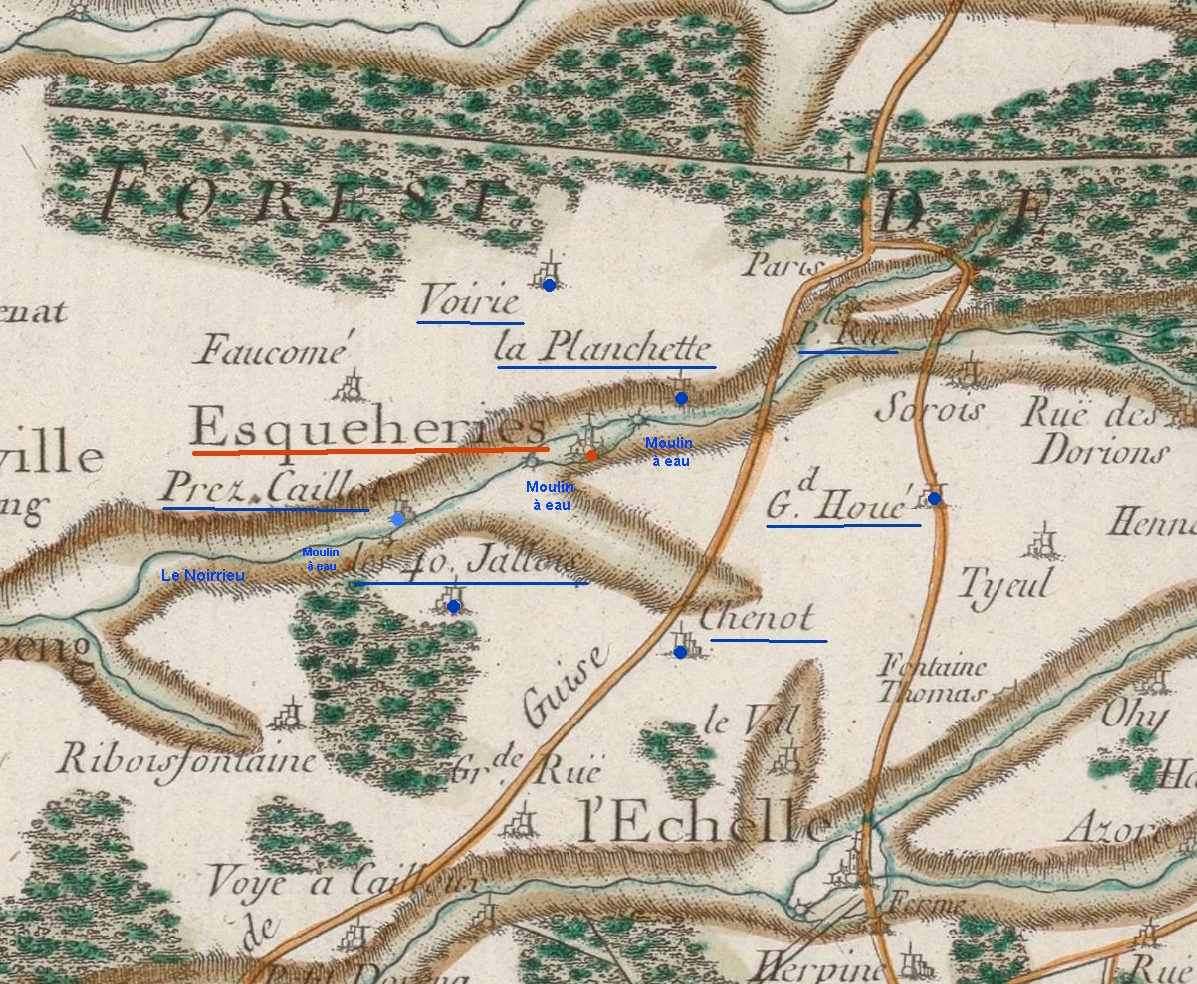
Carte de Cassini du secteur
(vers 1750).

### Carte de Cassini
La carte de Cassini montre qu'au XVIIIe siècle, Esquéhéries est une paroisse située sur le ruisseau le Noirrieu sur lequel figurent trois moulins à eau symbolisés par une roue dentée.
Comme la plupart des villages de Thiérache, la paroisse possédait de nombreux hameaux, encore présents actuellement :
- Le Grand Houé (aujourd'hui Le Grand-Wez) qui était un grenier à sel en 1758[27]
- Le Chénot, la Petite-Rue, la Planchette, la Voierie
- Le Prez Caillot (ou Pré-Cailloux)
- Les 40 Jallois (un jalois est une ancienne unité agraire équivalant approximativement à 30 ares)

## Politique et administration

### Découpage territorial
La commune d'Esquéhéries est membre de la communauté de communes de la Thiérache du Centre, un établissement public de coopération intercommunale (EPCI) à fiscalité propre créé le 31 décembre 1992 dont le siège est à La Capelle. Ce dernier est par ailleurs membre d'autres groupements intercommunaux.
Sur le plan administratif, elle est rattachée à l'arrondissement de Vervins, au département de l'Aisne et à la région Hauts-de-France. Sur le plan électoral, elle dépend du  canton de Guise pour l'élection des conseillers départementaux, depuis le redécoupage cantonal de 2014 entré en vigueur en 2015, et de la troisième circonscription de l'Aisne  pour les élections législatives, depuis le dernier découpage électoral de 2010.

### Administration municipale

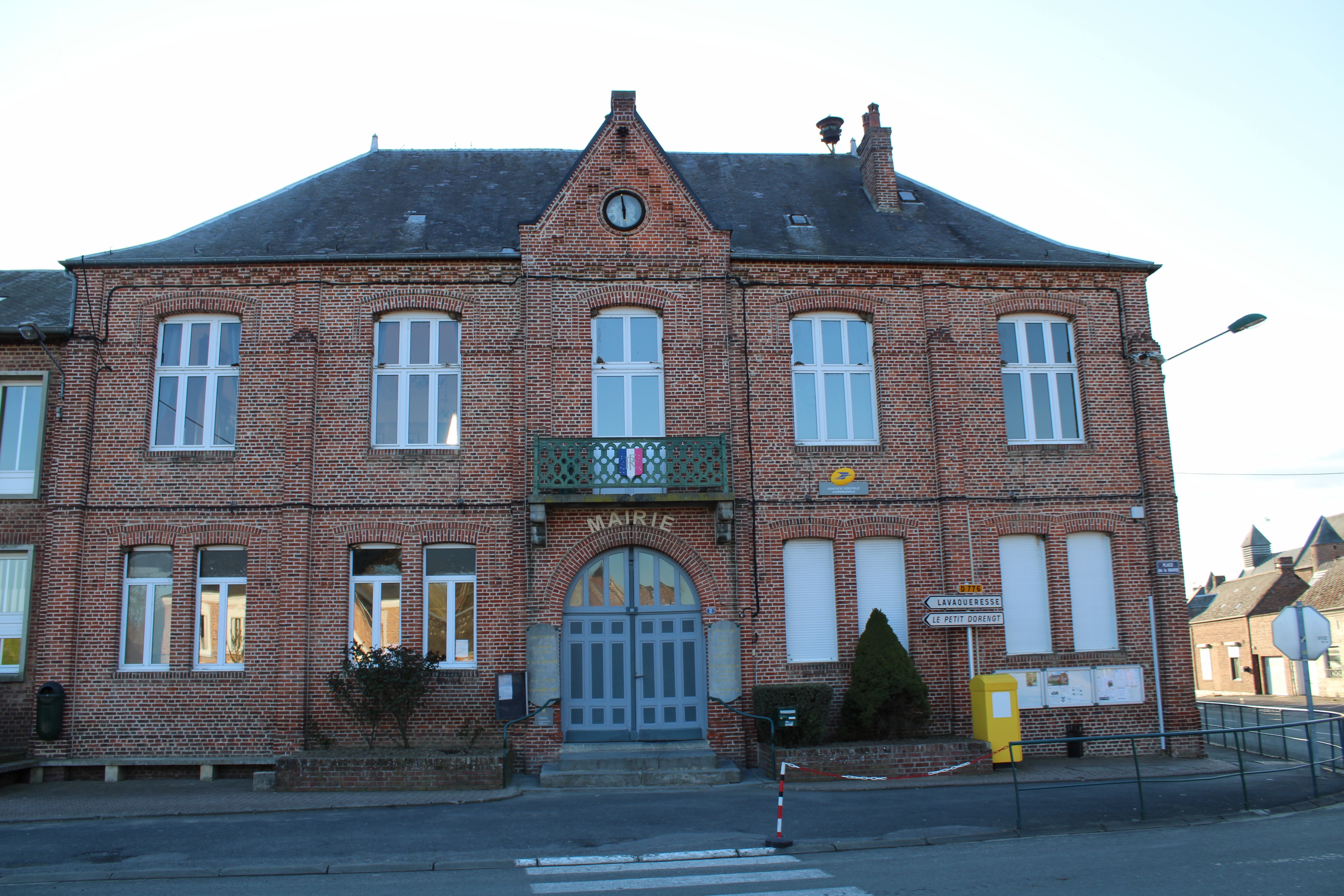
La mairie.

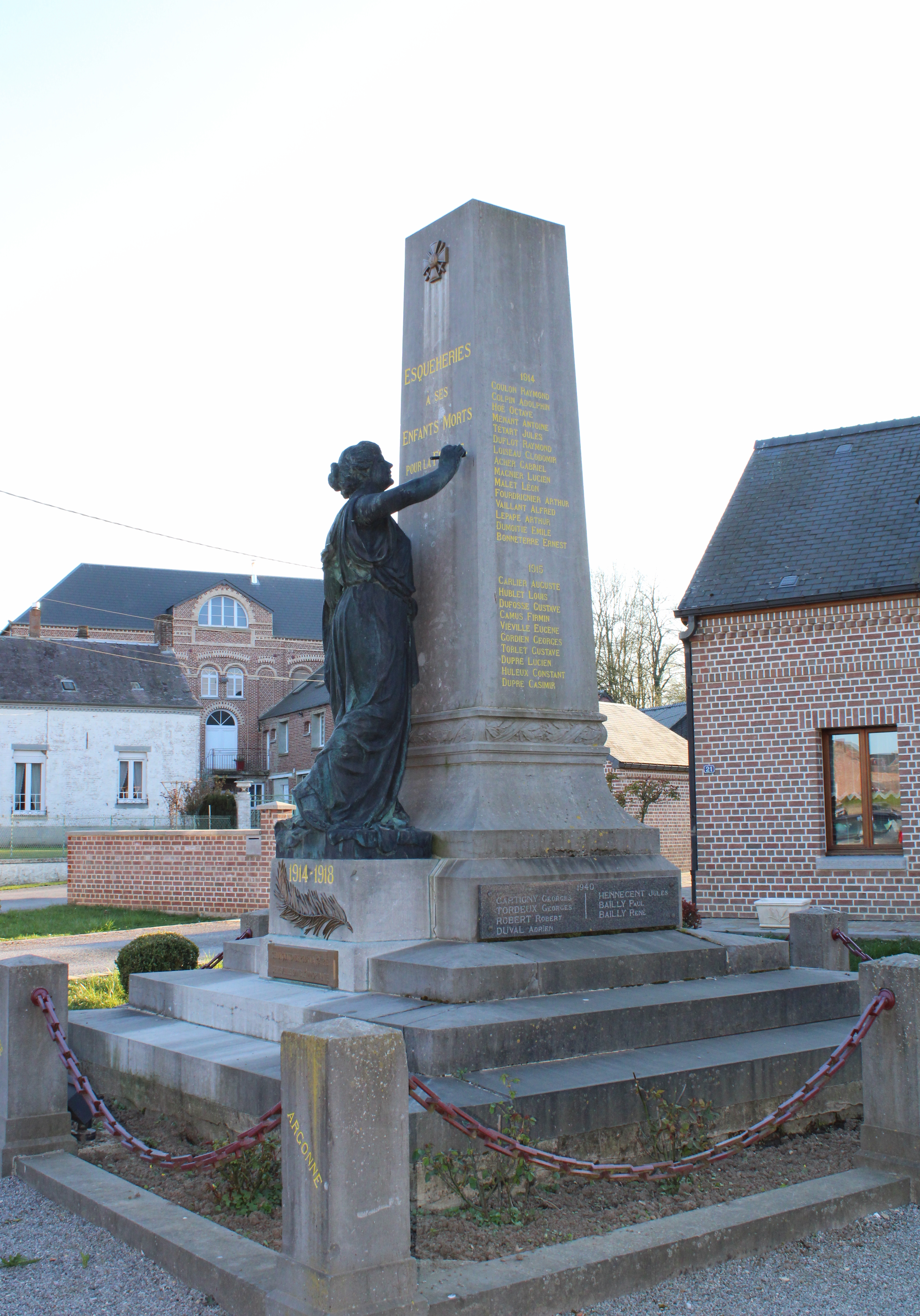
Le monument aux morts.

| Période                                  | Période                       | Identité      | Étiquette | Qualité                                    |
| ---------------------------------------- | ----------------------------- | ------------- | --------- | ------------------------------------------ |
| Les données manquantes sont à compléter. |                               |               |           |                                            |
| avant 1995                               | ?                             | Paul Derbecq  |           |                                            |
| mars 2001                                | mars 2008                     | Pierre Lion   |           | Instituteur, Directeur d'école primaire    |
| mars 2008                                | En cours (au 12 juillet 2020) | Alain Compère | DVD       | Agriculteur Réélu pour le mandat 2020-2026 |

## Démographie
L'évolution du nombre d'habitants est connue à travers les recensements de la population effectués dans la commune depuis 1793. Pour les communes de moins de 10 000 habitants, une enquête de recensement portant sur toute la population est réalisée tous les cinq ans, les populations de référence des années intermédiaires étant quant à elles estimées par interpolation ou extrapolation. Pour la commune, le premier recensement exhaustif entrant dans le cadre du nouveau dispositif a été réalisé en 2006.

En 2022, la commune comptait 849 habitants, en évolution de −1,05 % par rapport à 2016 (Aisne : −1,97 %, France hors Mayotte : +2,11 %).
| 1793  | 1800  | 1806  | 1821  | 1831  | 1836  | 1841  | 1846  | 1851  |
| ----- | ----- | ----- | ----- | ----- | ----- | ----- | ----- | ----- |
| 2 030 | 2 065 | 2 013 | 2 060 | 2 448 | 2 438 | 2 540 | 2 524 | 2 412 |

| 1856  | 1861  | 1866  | 1872  | 1876  | 1881  | 1886  | 1891  | 1896  |
| ----- | ----- | ----- | ----- | ----- | ----- | ----- | ----- | ----- |
| 2 293 | 2 276 | 2 149 | 1 808 | 1 854 | 1 831 | 1 725 | 1 606 | 1 561 |

| 1901  | 1906  | 1911  | 1921  | 1926  | 1931  | 1936  | 1946  | 1954  |
| ----- | ----- | ----- | ----- | ----- | ----- | ----- | ----- | ----- |
| 1 536 | 1 464 | 1 450 | 1 259 | 1 221 | 1 216 | 1 208 | 1 178 | 1 222 |

| 1962  | 1968  | 1975  | 1982  | 1990  | 1999  | 2006 | 2011 | 2016 |
| ----- | ----- | ----- | ----- | ----- | ----- | ---- | ---- | ---- |
| 1 183 | 1 164 | 1 061 | 1 010 | 1 005 | 1 219 | 862  | 848  | 858  |

| 2021 | 2022 | - | - | - | - | - | - | - |
| ---- | ---- | - | - | - | - | - | - | - |
| 855  | 849  | - | - | - | - | - | - | - |

## Culture locale et patrimoine

### Lieux et monuments
- Temple protestant, 4 rue Neuve, aujourd'hui désaffecté.
- Chapelle mémoriale de la famille Amasse du Petit Foucommé.

### Personnalités liées à la commune
- Jean-Baptiste André Godin (1817-1888) : industriel et philanthrope né à Esquéhéries.
- Ernest Lavisse, Historien, membre de l'Académie française (1842-1922), ses ancêtres Lavisse sont originaires d'Esquéhéries depuis 1687.
- Georges Hardy (1884-1972) : professeur d'histoire, directeur de l'École Coloniale puis recteur d'académie né à Esquéhéries.
- Ephrem Coppeaux né le 15/02/1870 à Esquéhéries, maire de Fourmies et député du Nord de 1924 à 1928.

### Héraldique
| Blason de Esquéhéries | Blason  | D'azur à la façade de l'église fortifiée du lieu de gueules soutenue de l'inscription "Scheriis" en lettre de sable.                                                    |
| Blason de Esquéhéries | Détails | * Il y a là non-respect de la règle de contrariété des couleurs : ces armes sont fautives (Gueules et sable sur azur). Le statut officiel du blason reste à déterminer. |

## Pour approfondir